# Острохвостый ибис
Острохвостый ибис (лат. Cercibis oxycerca) — вид ибисов, обитающий в открытых влажных саваннах в северной части Южной Америки.

## Описание
Крупный ибис достигает 75-86 см в длину, при этом самцы немного крупнее самок. Отличается особенно длинным хвостом, самым длинным среди всех существующих видов ибисов: размером 250—301 мм у самцов и 256—272 мм у самок. Оперение преимущественно чёрное с зеленоватым отливом и с пурпурными оттенками на верхней части спины, задней части шеи, крыльях и хвосте. Клюв, лапы, пальцы ног и голая кожа лица оранжево-красные; горло желтовато-оранжевое, а оперённая серая полоска проходит под глазом от нижней челюсти.

### Распространение
Ибис обитает во влажных низменных саваннах и на берегах рек северной части Южной Америки к востоку от Анд, на высоте менее 300—500 м над уровнем моря. Также ибис водится в Венесуэле, восточной Колумбии, юго-западной Гайане, Бразилии и Суринаме.

### Кормление
Как и симпатрический хохлатый ибис, острохвостый ибис в основном питается на суше или полуназемным образом; либо на открытой местности, либо в короткой траве. Обычно он кормится на влажной почве, в неглубокой грязи и вдоль заболоченных берегов лагун и рисовых полей. Однако иногда он кормится и на мелководье на глубине 3 см или меньше. В своих пищевых привычках он менее зависим от воды, чем многие другие южноамериканские ибисы. На всей территории обитания острохвостого ибиса только красношейный ибис кормится на более сухих возвышенностях. Реже острохвостый ибис кормится в галерейных лесах в сезон дождей.
Этот вид в основном питается на ощупь. Его типичный способ добывания пищи заключается в том, что он быстро ходит по влажной почве и по неглубокой грязи или воде, периодически глубоко погружая клюв во влажный субстрат в поисках добычи. Он относительно гибок в выборе микросреды обитания, добывая пищу как на открытой местности, так и в короткой траве. У некоторых особей на клюве была засохшая грязь. Его добывание пищи очень напоминает добычу лоснящегося ибиса и ибиса с бурой шеей. Несмотря на то, что ниши в значительной степени перекрываются, острохвостый ибис может быть более активен в утреннее время, чем другие симпатрические ибисы; следовательно, предполагается разделение временных ниш. Также могут быть различия между этими симпатрическими видами ибисов в конкретных глубинах зондирования в сухой сезон и использовании микрообитаний в крупномасштабных саваннах.
Острохвостый ибис питается в основном насекомыми среднего размера, особенно в сухой сезон. Он также иногда питается амфибиями, ракообразными, дождевыми червями и улитками. Его склонность добывать пищу парами или небольшими группами может быть частично объяснена относительно рассеянным распределением его добычи из насекомых в llanos.
Этот ибис, вероятно, мигрирует в сезон дождей на более высокогорные кормовые участки, которые могут служить убежищем от обширных затоплений низинных лугов. То, что он остаётся преимущественно наземным добытчиком в своей полуводной среде обитания, говорит о том, что его относительно сухие высокогорные кормовые участки, которые не затапливаются в сезон дождей, достаточно обширны или что сухой сезон достаточно продолжительный, чтобы обеспечить высокую годовую доступность добычи в низинах.

### Размножение
В отличие от других болотных птиц, обитающих в саваннах, этот ибис гнездится в сухой сезон с августа по февраль; в то время как большинство птиц, обитающих в саваннах, гнездятся в сезон дождей с мая по октябрь. Острохвостый ибис гнездится в одиночку в галерейных лесах, где, как считается, откладывает яйца с августа по сентябрь; а вылупившиеся птенцы остаются с родителями до конца февраля. Средние размеры яиц составляют 65,9 × 44 мм, а средний вес — 70 г. В ходе шестилетнего исследования болотных птиц в Масагуарале на равнинах острохвостый ибис никогда не встречался на низменных лугах в засушливые месяцы — август и декабрь. В ходе другого исследования он не встречался в декабре и январе. Его скрытное поведение во время гнездования, вероятно, объясняет его очевидное отсутствие на открытых лугах лланос в период размножения.
Подробности ухаживания у этого вида в значительной степени неизвестны. Однако наблюдалось прихорашивающее поведение между самцами, при котором одна особь покусывает клювом основание клюва другой; что потенциально может быть частью ухаживания. Кроме того, было замечено, что более крупные особи прихорашиваются к более мелким особям, предположительно являющимся их потомством, которые также иногда нежно клюют клювом более крупных особей в ответ.

## Угрозы и выживания
Одним из естественных врагов этого ибиса может быть ястреб-тетеревятник, одна особь которого однажды была замечена преследующей острохвостого ибиса над затопленным болотом. Кроме того, ибис летел быстрым зигзагообразным полётом, что было необычно, учитывая его обычно вялые взмахи крыльев.
Отношение к людям со стороны ибиса остаётся неоднозначным. Этот ибис до сих пор не содержался в неволе в зоологических учреждениях; также не сообщалось о его импорте в страны за пределами его ареала в Южной Америке.

## Статус
Несмотря на то, что этот ибис редко встречается в своей среде обитания в саванне, его популяция, по-видимому, оставалась стабильной с начала XX века; не было зарегистрировано случаев торговли этим видом, и в целом считается, что глобальная популяция не находится под угрозой. Численность мировой популяции оценивается в 10 000-25 000 особей, из которых 6700-17 000 являются взрослыми особями. С 2004 года острохвостый ибис оценивается МСОП как вид, вызывающий наименьшее беспокойство, поскольку эта птица не относится к уязвимым видам по критериям численности популяции и размера ареала. Тем не менее, этот вид потенциально может исчезнуть незамеченным из-за своего одиночного образа жизни и, следовательно, потенциальной сложности обнаружения особей во время мониторинга популяции. Для защиты этого вида от значительного сокращения численности в будущем необходима дополнительная информация о его биологии и экологии.